# Ägande
För juridiska aspekter på ägandet, se äganderätt.
Ägande i ekonomisk mening, avser den yttersta kontrollen och ansvaret över en materiell eller immateriell resurs. 
Materiella resurser är till exempel byggnader, landområden och lösöre. Immateriella resurser är till exempel kunskap, information eller datorprogram. Ett klart och tydligt rättssystem om äganderätt är viktigt för att en marknadsinriktad ekonomi skall kunna fungera. Den som har kontroll över hur en viss resurs används, och kan disponera eventuella vinster från användande av denna resurs, kan sägas utöva faktiskt ägande.